# SN 2002ks
SN 2002ks – supernowa odkryta 3 listopada 2002 roku w galaktyce A021734-0500. W momencie odkrycia miała maksymalną jasność 25,20m.